# آیدا کارینا استرادا
آیدا کارینا استرادا (اسپانیایی: Aida Karina Estrada‎؛ زادهٔ ۱ ژانویهٔ ۱۹۸۷) مدل اهل گواتمالا است. او دارنده عنوان دوشیزه گواتمالا سال ۲۰۰۵ است ونماینده کشور گواتمالا در دوشیزه جهان ۲۰۰۵ بوده‌است.